# Бердников, Георгий Петрович
Гео́ргий Петро́вич Бе́рдников (8 [21] июня 1915 года, Ростов-на-Дону — 2 февраля 1996 года, Москва) — советский и российский литературовед, специалист по истории русской литературы XIX века (в частности по творчеству А. П. Чехова). Член-корреспондент АН СССР c 26 ноября 1974 года по Отделению литературы и языка (литературоведение).

## Биография
В 1939 году окончил филологический факультет ЛГУ, затем около года в должности исполняющего обязанности доцента преподавал в учительском институте иностранных языков (г. Киров). В 1940 году поступил в аспирантуру ЛГУ, тогда же начал печататься.
В 1941—1946 годах служил в РККА, участник Великой Отечественной войны. Старший лейтенант, помощник начальника штаба по разведке 543-го стрелкового полка 120-й стрелковой дивизии. Член ВКП(б) с сентября 1942 года. Дважды (1943, 1944) был ранен на Ленинградском фронте.
После демобилизации защитил кандидатскую диссертацию: «Драматургия А. П. Чехова (1890—1900)». В 1947—1963 годах преподавал на кафедре русской литературы ЛГУ, профессор, декан (1948—1950) филологического факультета. Принимал активное участие в «проработках» ведущих учёных-филологов университета в рамках кампании «борьбы с космополитизмом», в результате чего четверо из них — М. К. Азадовский, Г. А. Гуковский, В. М. Жирмунский и Б. М. Эйхенбаум — в 1949 году были уволены из университета.
С 1952 года — директор 1-го Ленинградского государственного педагогического института иностранных языков, а с 1961 года — директор Института театра, музыки и кинематографии. В 1962 году защитил докторскую диссертацию: «А. П. Чехов: идейные и творческие искания».
Заместитель (1963—1966), 1-й заместитель (1966—1977) министра культуры РСФСР, с 1967 года — консультант Отдела культуры ЦК КПСС. Директор ИМЛИ им. А. М. Горького АН СССР (1977—1987). В 1990-е годы — советник при дирекции ИМЛИ.
С 1978 по 1990 год — член редколлегии серии «Литературные памятники», подготовил издание книги А. П. Чехова «В сумерках: Очерки и рассказы» (1986), но активного участия в работе редколлегии не принимал. Сотрудничал с журналом «Вопросы литературы».
Супруга — литературовед Татьяна Викторовна Вановская (1916—1960).
Похоронен в Москве на Троекуровском кладбище.

## Основные работы
- Драматургия Чехова 1890—1900-х годов: Тезисы дис. на соискание учен. степени канд. филол. наук / Ленингр. гос. ун-т. — [Л.]: [б. и.], 1948. — 5 с.

- А. П. Чехов (1860—1904). — М.; Л.: Искусство, 1950 (Ленинград Тип. им. Володарского). — 195 с. — (Русские драматурги: Науч.-попул. очерки).
- И. С. Тургенев (1818—1883). — М.; Л.: Искусство, 1951. — 143 с. — (Русские драматурги: Науч.-попул. очерки)
- Чехов-драматург: традиции и новаторство в драматургии Чехова. — Л.; М.: Искусство, 1957. — 246 с.
  - 3-е изд., дораб. и доп. — М.: Искусство, 1981. — 356 с.
- А. П. Чехов: идейные и творческие искания. — М.; Л.: Гослитиздат. [Ленингр. отд-ние], 1961. — 506 с.
  - 3-е изд., дораб. — М.: Худож. лит., 1984. — 511 с.
- Чехов. — М.: Мол. гвардия, 1974. — 512 с., 25 л. ил. — (Жизнь замечательных людей; Вып. 19 (549))
  - 2-е изд. 1978.
- «Дама с собачкой» А. П. Чехова: К вопросу о традиции и новаторстве в прозе Чехова. — Л.: Художественная литература. Ленигр. отделение, 1976. — 95 с.
- Над страницами русской классики. — М.: Современник, 1985. — 415 с.
- Избранные работы: В 2 т. — М.: Художественная литература, 1986

Главный редактор тт. 1—7 «Истории всемирной литературы» (1983—1991) и член редколлегии т. 8 (1994). Главный редактор «Энциклопедического словаря юного литературоведа» (1987). Составитель и редактор собраний сочинений И. С. Тургенева, Н. Е. Каронина-Петропавловского и других русских писателей, публикатор малоизвестных текстов классиков. Член редколлегий журнала «Вопросы литературы» и серий «Библиотека классики», «Литературные памятники», «Литературное наследство».

## Награды
- орден Отечественной войны II степени (10.04.1944; был представлен к ордену Отечественной войны I степени)
- орден Дружбы народов
- медали
- премия имени В. Г. Белинского АН СССР (1976)
- Государственная премия СССР в области литературы и искусства (1985) — за книгу «А. П. Чехов. Идейные и творческие искания»